# Floriano Sampieri
Floriano Sampieri, o da San Pietro, latinizzato come Florianus de Sancto Petro (Bologna, 1360 circa – Bologna, 16 aprile 1441), è stato un giurista italiano del XIV-XV secolo.

## Biografia
Nacque intorno 1360 a Bologna da una famiglia originaria di Castel San Pietro; i suoi fratelli Giovanni e Cristoforo divennero come lui giuristi.
Nel 1385 conseguì il dottorato in legge all'Università di Bologna, dove negli anni successivi divenne lettore di diritto canonico e poi di diritto civile, insegnando tra gli altri ad Angelo Gambiglioni, Antonio Mincucci, Bornio da Sala, Giovanni di Anagni e a Domenico Capranica, poi vescovo e cardinale.
Entrò nel collegio dei dottori, giudici e avvocati di Bologna e in seguito nel collegio dei canonisti e in quello dei civilisti; gli furono assegnati incarichi pubblici e diplomatici.
Dal 1423 al 1424 fu docente a Siena e in seguito lettore a Ferrara.
Dopo avere accumulato un consistente patrimonio, morì nel 1441 a Bologna, venendo sepolto a San Domenico.

## Opere
- (LA) Facundissima, ac eximia in tres secundae partis Infortiati insignores titulos de legatis commentaria, Bologna, Società tipografica bolognese, 1576.
- Città del Vaticano, Biblioteca Apostolica Vaticana, Fondo Barberiniano latino, Barb. lat. 1457.
- Firenze, Biblioteca Nazionale Centrale, Fondo Magliabechiano, Magl. Cl. XXIX.105.
- Verona, Biblioteca Capitolare, Fondo manoscritti, ms. CLXXX (175).